# Alan Jerrard
Alan Jerrard (Lewisham, 3 dicembre 1897 – Lyme Regis, 14 maggio 1968) è stato un aviatore britannico.
Alan Jerrard, insignito della Victoria Cross, è stato un aviatore inglese ed un destinatario della Victoria Cross, il più alto riconoscimento per la coraggio di fronte al nemico che può essere assegnato alle forze britanniche e del Commonwealth delle nazioni.
Aveva 20 anni ed era tenente nel No. 66 Squadron RFC del Royal Flying Corps durante la prima guerra mondiale quando eseguì un atto di coraggio per il quale fu insignito della Victoria Cross.

## Biografia
Jerrard è nato a Lewisham nel 1897 e si è trasferito nel 1902 con la sua famiglia a Sutton Coldfield, dove suo padre è stato direttore della Bishop Vesey's Grammar School per 24 anni. Successivamente, Jerrard frequentò la Oundle School nel Northamptonshire e la Birmingham University.
Jerrard si arruolò volontario nel British Army e prestò servizio con il 5th South Staffordshire Regiment prima di trasferirsi al Royal Flying Corps nel 1916, dove si addestrò come pilota di caccia.
Dalla metà del 1917, prestò servizio nel No. 19 Squadron RFC in Francia, ma fu ferito in un incidente aereo il 5 agosto 1917 su uno SPAD S.VII. Dal 22 febbraio 1918, ha servito nel No. 66 Squadron RFC in Italia, come tenente, sui Sopwith Camel. Tra il 27 febbraio e il 21 marzo ha raggiunto quattro vittorie aeree, tra cui un pallone frenato.
Jerrard è stato premiato con la Victoria Cross per il seguente atto:
Il 30 marzo 1918, nei pressi di Mansuè, in Italia, il tenente Jerrard, con altri due ufficiali, Peter Carpenter e Harold Ross Eycott-Martin, durante un pattugliamento offensivo, abbatté uno dei cinque aerei nemici. Quindi, volando a 50 piedi, ha attaccato un aerodromo con circa 19 aerei che atterravano o tentavano di decollare. Dopo aver distrutto uno di questi fu attaccato da più aerei nemici ma, vedendo un collega ufficiale in difficoltà, andò ad assisterlo, abbattendo un terzo aereo nemico, poi continuò i suoi attacchi, ritirandosi solo, con cinque aerei all'inseguimento, agli ordini del capo della pattuglia. Anche allora, si è ripetutamente girato per sconfiggere il nemico fino a quando non è atterrato.
Dopo che i documenti di guerra rivelarono che gli avversari del Camel erano quattro caccia austriaci Albatros D.III (Oef), uno dei quali fu danneggiato e dovette atterrare, mentre un altro pilota fu ferito da un proiettile. Jerrard fu abbattuto dall'asso Benno Fiala von Fernbrugg della Flik 51J e divenne un prigioniero di guerra. Sebbene la RFC abbia accreditato a Jerrard 3 crediti in questa data, lo stesso Jerrard non ha preteso l'abbattimento di nessun aereo in quello scontro, avendo solo affermato di averne colpito uno. Era l'unico pilota di Camel ad aver vinto una VC.
Jerrard rimase prigioniero fino alla fine del 1918, quando riuscì a fuggire e raggiungere le linee alleate. In seguito prestò servizio in Russia nel 1919 e conseguì il grado di Flight lieutenant.
La VC di Jerrard e le altre medaglie vengono visualizzate a rotazione nell'Imperial War Museum.